# Edward Montagu (2e baron Montagu de Boughton)
Pour les articles homonymes, voir Edward Montagu.
Edward Montagu, 2e baron Montagu de Boughton (1616-1684) de Boughton House, Northamptonshire est un pair et homme politique anglais.

## Biographie

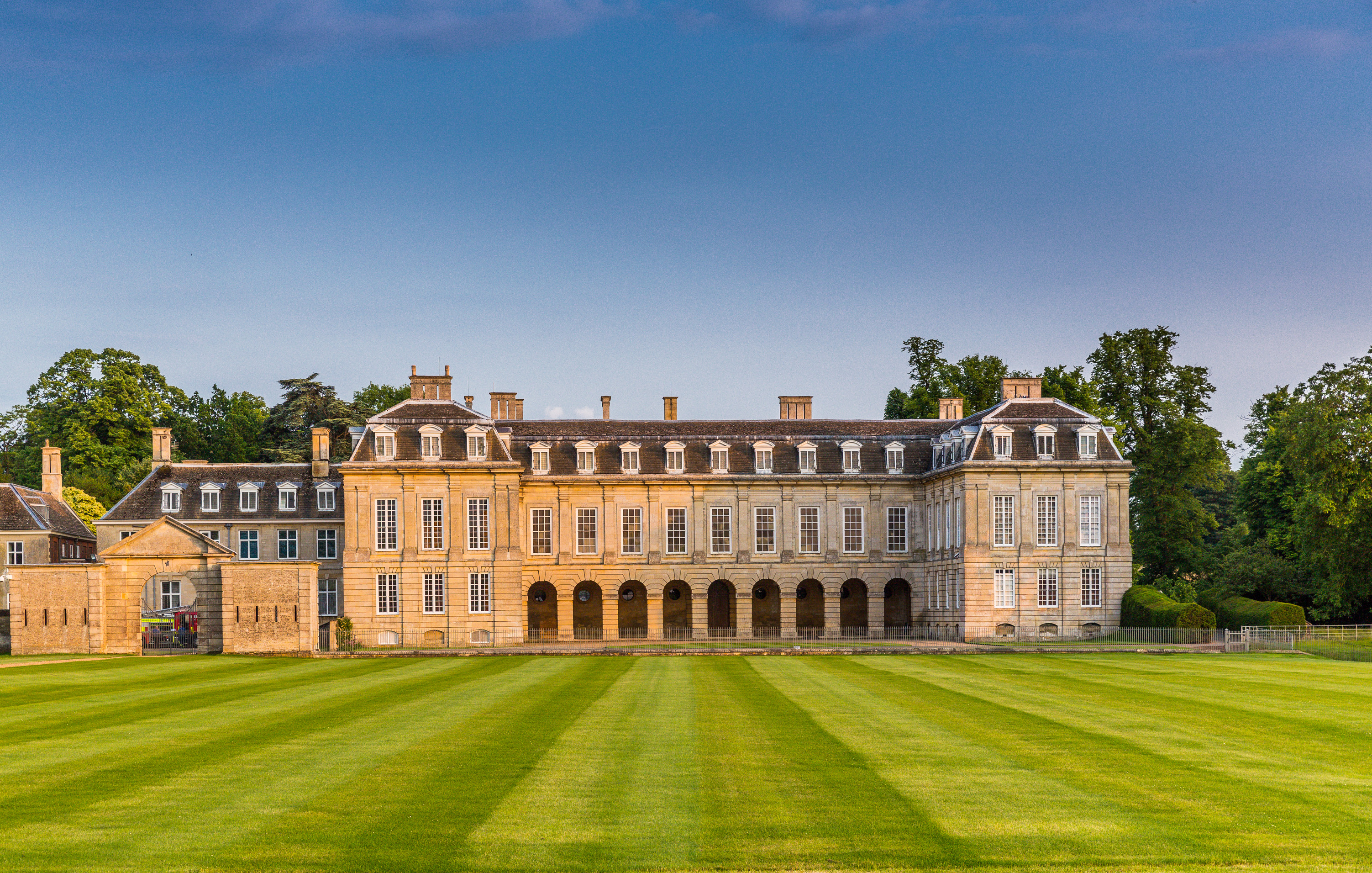
Boughton House, Northamptonshire

Il est né à Weekley le 11 juillet 1616, le fils aîné d'Edward Montagu (1er baron Montagu de Boughton). Il fait ses études à Oundle School et entre au Sidney Sussex College, Cambridge, le 2 mars 1631. Il représente l'arrondissement de Huntingdon au Long Parlement (élu le 23 octobre 1640) jusqu'à ce qu'il soit appelé à la Chambre des lords à la mort de son père en 1644. 
Il prend le parti du Parlement en octobre 1644, et est constamment à la Chambre des Lords pendant les procédures contre l'archevêque William Laud. Le 18 juillet 1645, il est nommé par les deux chambres du Parlement comme l'un des commissaires résidant avec l'armée écossaise en Angleterre et, à ce titre, traite pour la reddition de Newark en mai 1646. Avec Philip Herbert (4e comte de Pembroke) et Basil Feilding (2e comte de Denbigh) il reçoit la reddition du roi des Écossais et le conduit à Holmby. Son rapport, lu à la Chambre des Lords le 10 juin 1647, parait sous forme de brochure à Londres, en 1647. Il assiste ensuite Charles jusqu'à son évasion en 1647. Il ne prend aucune part au procès du roi, est sommé de siéger comme un des Lords d'Oliver Cromwell en décembre 1657, et salue le retour de Charles II. 
Après la restauration, il réside principalement à Boughton House, meurt le 10 janvier 1684 et est enterré à Weekley. 

## Famille
Il épouse Anne, fille et finalement héritière de Ralph Winwood (en) de Ditton Park, Buckinghamshire, avec qui il a deux fils et une fille; Edward, qui l'a précédé dans la tombe, Ralph, qui lui succède, et Elizabeth, qui épouse Daniel Harvey (diplomate) (en), ambassadeur à Constantinople. 